# کاپلینی

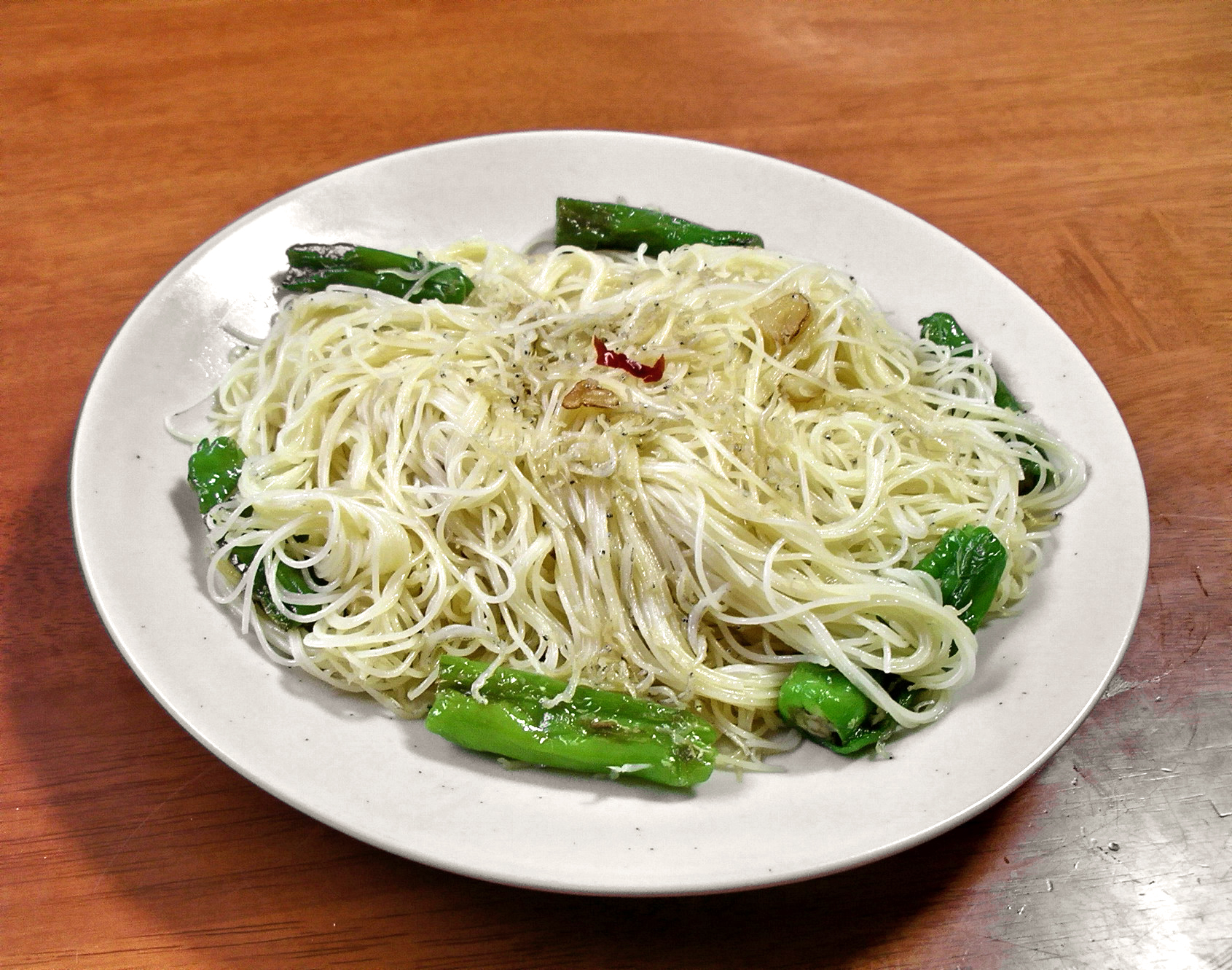
سرو کاپلینی همراه با فلفل سبز تند ژاپنی و ماهی

کاپلینی (به ایتالیایی: Capellini به‌معنای موی نازک) نوعی پاستای رشته‌مانند و خیلی باریک ایتالیایی است که بلند و میله‌ای شکل بوده و پهنایی باریکتر از رشته فرنگی دارد. نوع دیگر این پاستا، کاپلی دانجلو (به ایتالیایی: Capelli d'angelo  به معنای موی فرشته) نام دارد که از کاپلیینی نیز نازکتر است. توپلینی